# Kenji
Kenji (jap. けんじ, ケンジ) – bardzo popularne męskie imię japońskie.

## Możliwa pisownia
Kenji można zapisać używając wielu różnych znaków kanji i może znaczyć m.in.:
- 健二, „silny/zdrowy, drugi”[1]
- 健次, „silny/zdrowy, następny”
- 健司, „silny/zdrowy, przepis”
- 健治, „silny/zdrowy, rządzić”
- 健児, „silny/zdrowy, dzieci”
- 賢二, „mądry, drugi”
- 賢治, „mądry, rządzić”
- 謙二, „skromny, drugi”
- 研二, „badania, drugi”
- 憲次, „konstytucja, następny”

## Znane osoby
- Kenji Doihara (賢二), japoński generał
- Kenji Fujimitsu (謙司) – japoński lekkoatleta, sprinter
- Kenji Fukuda (健二), japoński piłkarz
- Kenji Kawai (憲次), japoński kompozytor
- Kenji Kimihara (健二), japoński lekkoatleta maratończyk
- Kenji Kimura (憲治), japoński siatkarz
- Kenji Mizoguchi (健二), japoński reżyser filmowy i scenarzysta
- Kenji Miyamoto (顕治), japoński polityk komunistyczny
- Kenji Ogiwara (健司), były japoński narciarz, specjalista kombinacji norweskiej
- Kenji Shimaoka (健治), japoński siatkarz
- Kenji Suda, japoński skoczek narciarski
- Kenji Terada (憲史), japoński scenarzysta, znany z pisania scenariuszy do mang, gier komputerowych i wideo
- Mike Kenji Shinoda amerykański raper, wokalista i multiinstrumentalista pochodzenia japońskiego

## Fikcyjne postacie
- Kenji, bohater gry strategicznej Battle Realms
- Kenji, główny bohater filmu Last Life in the Universe
- Kenji Asuka (健二) / Zielony Ranger, bohater serialu tokusatsu Himitsu Sentai Goranger
- Kenji Harima (拳児), główny bohater mangi i anime School Rumble
- Kenji Himura (剣路), bohater mangi i anime Rurōni Kenshin
- Kenji Lee, brat Inspektora Lee w filmie Godziny szczytu 3